# Caterina Opalińska
Caterina Opalińska (en polonès Katarzyna Opalińska) va néixer a Poznań el 13 d'octubre de 1682 i va morir a Lunéville el 19 de març de 1747. Era filla de Joan Carol Opaliński (1642-1695) i de Sofia Anna Czarnkowska (1660-1701).
El 1698 es va casar amb Estanislau Leszczynski (1677-1766) fill de Rafaeł Leszczyński (1650-1703) i d'Anna Jablonowska (1660-1727). Per raó d'aquest matrimoni va esdevenir reina de Polònia i del Gran Ducat de Lituània, i més tard duquessa de Lorena. El seu marit era un aristòcrata polonès que es va veure coronat com a rei de Polònia, sota la protecció del rei Carles XII de Suècia, el qual havia sostingut una guerra contra l'anterior rei Frederic August I de Saxònia aliat amb el tsar Pere I de Rússia. Però en decantar-se el conflicte a favor de Rússia, la família es va haver d'exiliar a Lorena on van entrar en contacte amb la Cort francesa. El matrimoni va tenir dues filles: 
- Anna Leszczyńska (1701-1718)
- Maria Leszczyńska (1703-1768), que es va casar amb el rei de França Lluís XV.